# Ollagüe
Ollagüe − wieś i gmina w północno-wschodniej części Chile, przy granicy z Boliwią. Leży w regionie Antofagasta i prowincji El Loa, będąc najmniejszą z jej trzech gmin. Leży ok. 215 km na północ od największego miasta prowincji, Calama.

## Demografia
Według danych z 2002 roku w miejscowości mieszkało 318 osób, co stanowiło spadek w stosunku do roku 1992 o 28,2%. Znaczącą większość mieszkańców stanowili mężczyźni (210 przy 108 kobietach).

## Geografia
Gmina leży w chilijskiej części płaskowyżu altiplano. Jej wschodnia granica stanowi również fragment granicy boliwijsko-chilijskiej. W miejscowości znajduje się ostatnia chilijska stacja kolei łączącej Antofagastę z Boliwią.
W pobliżu Ollagüe znajduje się wulkan o tej samej nazwie, przez którego szczyt przebiega granica państw.